# Sua Santità papa Leone XIII
Sua Santità papa Leone XIII (en español: Su santidad el papa León XIII) es una película de 1898, una de las primeras películas rodadas en Italia. Consiste un montaje de varios planos con la bendición del papa León XIII, que tenía entonces 87 años.
Se filmó en los jardines del Vaticano, probablemente el 4 de enero de ese año, luego de una larga espera y negociaciones con el prefecto de la Cámara Apostólica Francesco Salesio Della Volpe y con la intercesión del sobrino del pontífice, el Conde Pecci.

## Argumento
La película consta de tres partes filmadas dentro de los muros del Vaticano:
En la primera parte el Papa León XIII, precedido por el monseñor Francesco Salesio Della Volpe y seguido por el monseñor Rafael Merry del Val entra por la derecha y se sienta, al fondo cuatro guardias suizos arrodillados y con alabardas en la mano derecha saludan militarmente al papa y, tras una seña de este con la mano, se ponen de pie; posteriormente el papa da una bendición hacia la cámara (también se observa a un quinto guardia suizo por la derecha sin alabarda, posiblemente el comandante).
En la segunda parte, filmada en los jardines vaticanos, el carruaje papal entra por la izquierda tirado por un par de caballos negros y conducido por un cochero. El carruaje se detiene frente a unas personas arrodilladas y quedando en medio de la toma, Della Volpe se acerca e invita al papa a dar otra bendición hacia la cámara, tras la cual el carruaje prosigue su camino, escoltado por tres guardias a caballo.
En la tercera y última parte, León XIII desciende de un carruaje, siendo recibido de rodillas por Della Volpe, a quien le deja su sombrero de teja, luego se sienta en un banco de piedra, se quita los anteojos, se acomoda el cabello y finalmente vuelve a dar una bendición hacia la cámara.

## Autoría y conservación
Durante mucho tiempo se creyó que la película fue dirigida en 1896 y atribuida al pionero del cine italiano Vittorio Calcina. delegado de los hermanos Lumière en la península. Sin embargo, en 2023, el historiador Gianluca della Maggiore publicó el libro Le vedute delle origini su Leone XIII. Vaticano, Biograph e Lumière, donde dio a conocer que el realizador fue William Kennedy Dickson para la Biograph en 1898 y que la Santa Sede revocó la concesión de las imágenes a la compañía estadounidense al desaprobar la comercialización de la imagen del pontífice, tras lo cual empezarían a trabajar con Calcina y los Lumière.
La película original fue vendida por la Filmoteca Nacional Italiana a la Santa Sede en 1959 en conmemoración del trigésimo aniversario de los Pactos de Letrán y por la apertura de la Filmoteca Vaticana dónde todavía se conserva.[cita requerida]